# ピンツォーロ
ピンツォーロ（イタリア語: Pinzolo）は、イタリア共和国トレンティーノ＝アルト・アディジェ州トレント自治県にある、人口約3,000人の基礎自治体（コムーネ）。

## 地理

### 位置・広がり

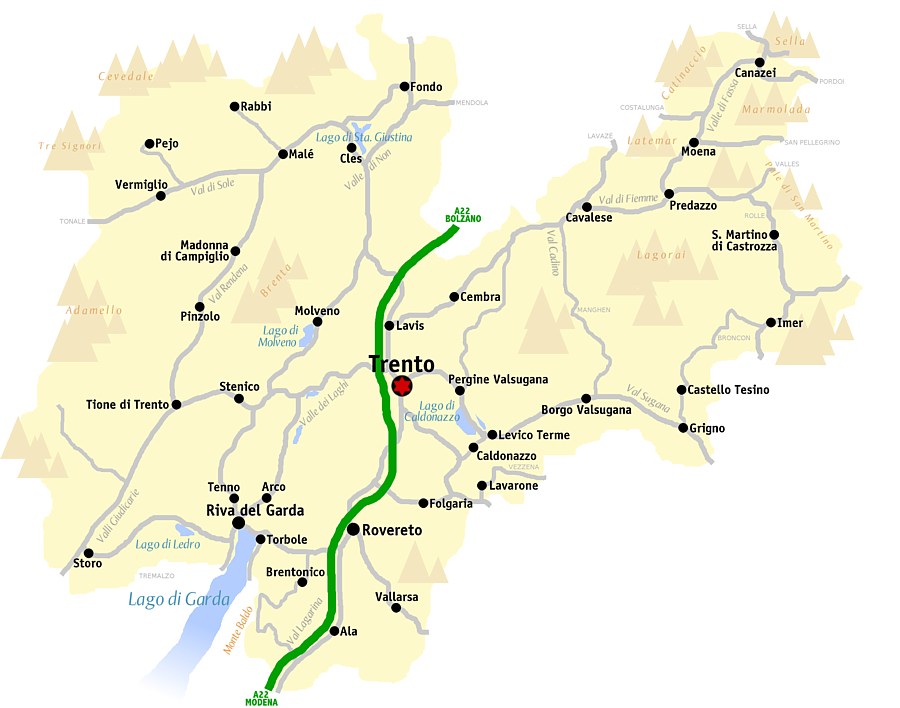
トレント県概略図

トレント自治県西部のコムーネ。ティオーネ・ディ・トレントから北北東へ15km、県都トレントから西北西へ29kmの距離にある。ヴァル・レンデーナ渓谷上流にあり、またカンポ・カルロ・マーニョ峠への登り口でもある。西のアダメッロ山と東のブレンタ山群との間の谷の中心の牧草地の平野に有る。

#### 隣接コムーネ
隣接するコムーネは以下の通り。
| - カデルツォーネ・テルメ - カリゾーロ - コンメッツァドゥーラ - ディマーロ・フォルガリダ (ディマーロ) - ジュスティーノ - メッツァーナ - オッサーナ - ペッリッツァーノ - ステーニコ - トレ・ヴィッレ (ラーゴリ) |

## 行政

### 分離集落
ピンツォーロには、以下の分離集落（フラツィオーネ）がある。
- Campo Carlo Magno, Madonna di Campiglio, Sant'Antonio di Mavignola

### Comunita di valle
トレント自治県が設置した広域行政組織 Comunita di valle 「ジュディカリエ」 (it:Comunita delle Giudicarie)  （事務所所在地: ティオーネ・ディ・トレント）に属する。

## 住民

### 言語
| 少数言語話者の割合（2011年） | 少数言語話者の割合（2011年） | 少数言語話者の割合（2011年） | 少数言語話者の割合（2011年） | 少数言語話者の割合（2011年） |
| ---------------------------- | ---------------------------- | ---------------------------- | ---------------------------- | ---------------------------- |
|                              |                              |                              |                              |                              |
| ラディン語                   | ラディン語                   |                              | 0.5%                         | 0.5%                         |
| モケーニ語                   | モケーニ語                   |                              | 0.0%                         | 0.0%                         |
| チンブロ語                   | チンブロ語                   |                              | 0.0%                         | 0.0%                         |

2011年10月9日に行われた国勢調査によれば、16人のラディン語話者がいるが、人口（3143人）に占める割合は小さい。

## 観光
ピンツォーロは、数キロの所に有るマドンナ・ディ・カンピーリオ地区(一部はラーゴリの市域となる)が観光地として有名。夏はもちろん、多くのスキー場が提供される冬も重要である。
歴史的に重要なものはシモーネ・ベスケニスによるフレスコ画『死の舞踏』のあるサン・ヴィジーリオ教会である。
コムーネの領域はヴァル・ディ・ジェーノヴァとヴァル・ナンブローネを含む。
領域の大部分はアダメッロ＝ブレンタ自然公園の一部となっている。

## スポーツ
1999年6月4日にはマドンナ・ディ・カンピーリオが、マルコ・パンターニによる勝利となるジロ・デ・イタリアの第20日目の終点となった。
ここでは以下のスポーツ協会が活動している。
- HC. ヴァルレンデーナ (アイスホッケー)
- AC. ピンツォーロ＝カンピーリオ (サッカー)